# Carnevale di Magonza

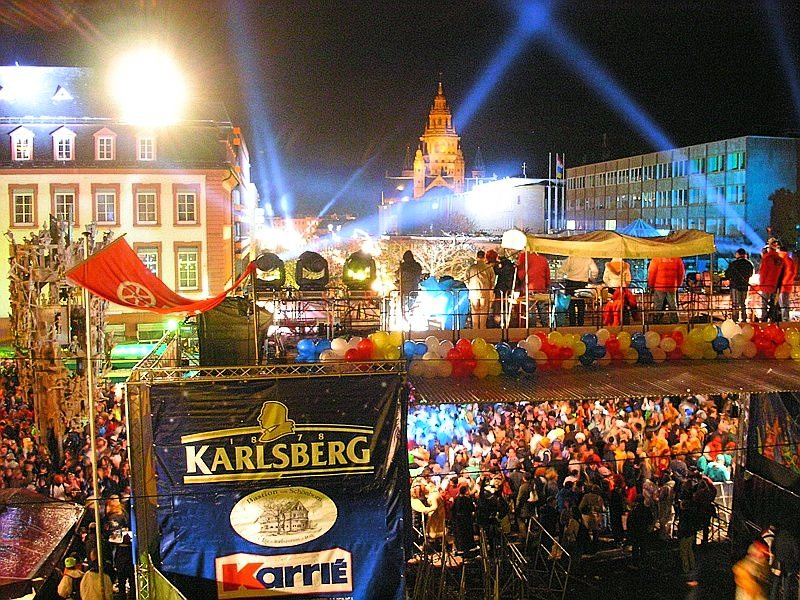
La Rosenmondnacht del 2004, vista dalla Schillerplatz con la fontana del carnevale, lungo la Ludwigsstraße fino alla Cattedrale di Magonza

Il Carnevale di Magonza (Mainzer Fastnacht, Määnzer Fassenacht o Meenzer Fassenacht) è una festa di carnevale che si svolge nella città di Magonza, in Germania. Inizia tradizionalmente l'11 novembre, e culmina nei giorni prima del mercoledì delle ceneri in primavera. 
È uno dei più importanti eventi di carnevale in Germania e, insieme ai carnevali di Colonia e Düsseldorf, è uno dei tre di spicco nella tradizione carnevalesca renana. Oltre alle celebrazioni e alle sfilate, che sono tipiche delle tradizioni di carnevale in molti paesi, il carnevale di Magonza ha un'insolita enfasi sull'umorismo e sulla satira politica e letteraria.

## Storia

### Inizi

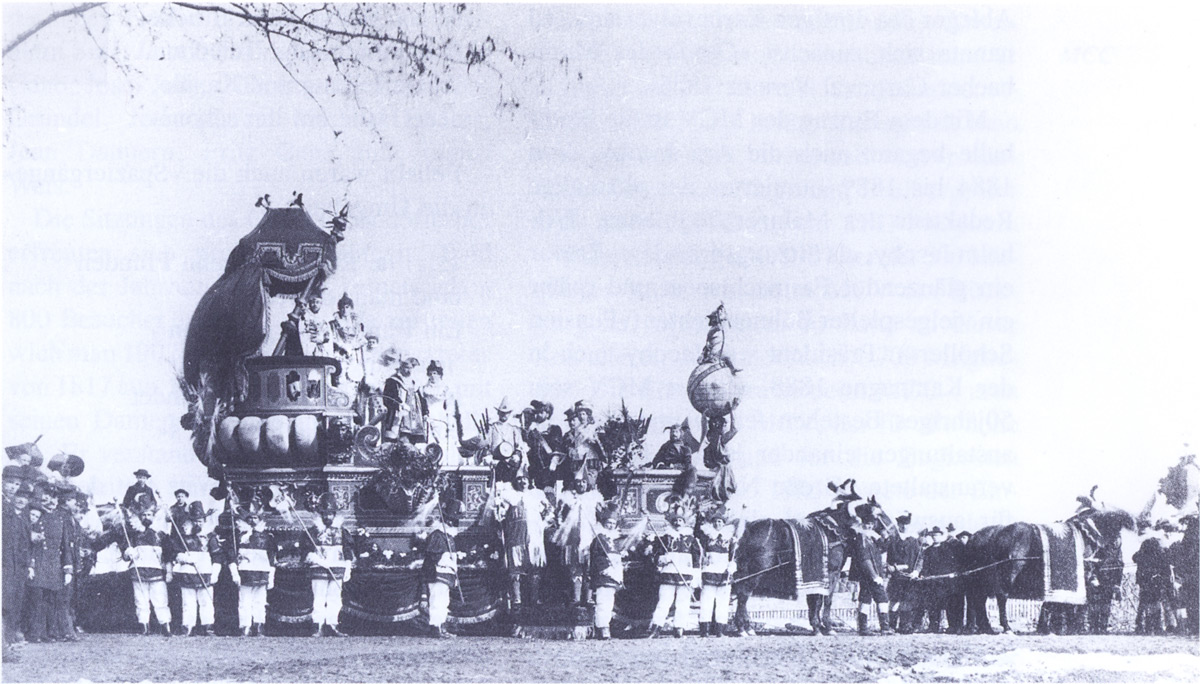
Il carro degli inizi di carnevale alla parata di Rosenmontag del 1886

La tradizione del carnevale può essere fatta risalire alle feste mobili cristiane, dove il mercoledì delle ceneri è il primo giorno di quaresima e si verifica quarantasei giorni (quaranta giorni senza contare le domeniche) prima della Pasqua. Le prime notizie scritte sulla tradizione risalgono al XIII e al XIV secolo. A quel tempo, erano state stabilite norme contro l'eccessiva ingordigia e dissolutezza nei giorni precedenti il carnevale. La parola Fastnacht o carnevale ricorre per la prima volta nel corso del XIII secolo. I dettagli sull'antico carnevale di Magonza non sono completamente coperti da fonti primarie. Lo scrittore umanista di Magonza, Dietrich Gresemund, alla fine del XV secolo, descrisse il carnevale come una festa popolare non organizzata che comprendeva mascherate, pasti, libagioni e balli durante il giorno e la notte. Descrisse i partecipanti impegnati in battute volgari o eccessivamente litigiosi, sotto la protezione delle loro maschere.
Contemporaneamente, avvenivano enormi celebrazioni di carnevale alla corte elettorale, dove i ruoli venivano riorganizzati a caso. Nel 1664 il principe elettore assunse il ruolo di un ebanista, nel 1668 fu un cameriere e dovette servire tutti gli ospiti. Questa abitudine era chiamata Mainzer Königreich (regno di Magonza). Questa tradizione di gioco di ruolo continuò fino a quando l'ultimo elettore, Friedrich Karl Josef von Erthal, vi pose fine nel 1775. 
Con la fine dell'Ancien Régime, il "carnevale popolare" continuò, ma, secondo i vecchi registri, degenerò in volgarità. Il ceto alto di allora celebrava feste in costume, portando avanti una tradizione che esisteva in precedenza. 
Le origini del carnevale contemporaneo a Magonza risiedono nel rafforzamento della classe media dopo la fine dell'Ancien Régime all'inizio del XIX secolo e alle relazioni economiche più forti con Colonia. In quest'ultima città, nel 1823 furono fatte riforme sul carnevale, che introducevaro eventi carnevaleschi in grandi sale e una grande parata per il Rosenmontag. Inoltre, la classe media di Magonza cercò forme alternative di raduni sociali e accettò prontamente la Riforma di Colonia, con la leggera variante di porre maggiormente l'accento sull'opposizione e sulla concorrenza. Dopo che l'antico carnevale fu restaurato a Colonia, i mascherati di Magonza organizzarono una parata chiamata Krähwinkler Landsturm nel 1837, dove apparve per la prima volta la più antica organizzazione di carnevale a Magonza, in seguito chiamata Mainzer Ranzengarde. Come altre organizzazioni carnevalesche della Renania, all'epoca, le iscrizioni per la partecipazione erano piuttosto elevate, tanto da limitarla essenzialmente alla classe medio-alta. Fu solo verso la metà del XIX secolo che una proliferazione di club e il conseguente calo delle quote associative consentirono la partecipazione della classe media inferiore. I soci dei club si incontravano settimanalmente, a partire da gennaio, per pianificare eventi per l'ultima settimana di carnevale. A differenza di altre città renane, a Magonza, i club tendevano ad essere leggermente più eterogenei, poiché ai membri era permesso portare amici, e spesso lo facevano al di fuori della fiorente classe media.
L'iniziativa per la creazione della prima organizzazione può essere fatta risalire al commerciante Nicolaus Krieger. Il suo obiettivo principale era che il carnevale delle persone piuttosto disgustosamente volgari fosse trasformato in una attività organizzata e un evento ordinato, generando entrate per i locandieri e attirando turisti. 
Il 19 gennaio 1838 è la data di fondazione del Mainzer Carneval-Verein (associazione di carnevale di Magonza). Questa prima associazione di carnevale della città assunse la responsabilità dell'organizzazione e continua, ancora oggi, ad organizzare il Mainzer Rosenmontagszug. Il primo atto dell'associazione fu di organizzare una "parata del lunedì di carnevale", che ebbe luogo il 26 febbraio 1838. Le caratteristiche principali del Mainzer Fastnacht non sono cambiate sostanzialmente dal 1838.

### Ascesa del carnevale ad evento sociale
All'inizio, il carnevale di Magonza non era politico. Le attività delle organizzazioni carnevalesche (MCV, Ranzengarde, Rosenmontagszug e altre) erano state seguite da vicino dalle autorità granducali, che in generale permisero di continuarle. Ciò è indicato dal fatto che ad alcune associazioni era stato permesso di fondarne altre ancora, ma solo per una stagione. Ogni 11 novembre venivano rifondate e approvate dalle autorità. Nel XIX secolo questo processo divenne una tradizione. Alla fine venne vietato a causa degli inconvenienti che si manifestavano. 
La politicizzazione del carnevale di Magonza iniziò quando i partecipanti sfruttarono l'opportunità del carnevale per deridere le truppe francesi di stanza in città all'inizio del XIX secolo e accelerarono in vista delle rivoluzioni del 1848 negli stati tedeschi, quando il leader rivoluzionario Franz Heinrich Zitz divenne presidente dell'associazione carnevalesca di Magonza (MCV) nel 1843 e il democratico Philipp Wittmann si unì al comitato. Il simbolismo del giacobino che si rivolge allo sciocco può essere ricondotto a questi due uomini: l'interpretazione del folle con il berretto frigio, i colori blu, bianco, rosso e giallo derivati dalla bandiera della Francia, il comitato come un "consiglio rivoluzionario degli undici". Durante lo stesso anno rivoluzionario 1848, il carnevale fu cancellato e la gazzetta del carnevale "Narhalla" si trasformò in un volantino rivoluzionario. 

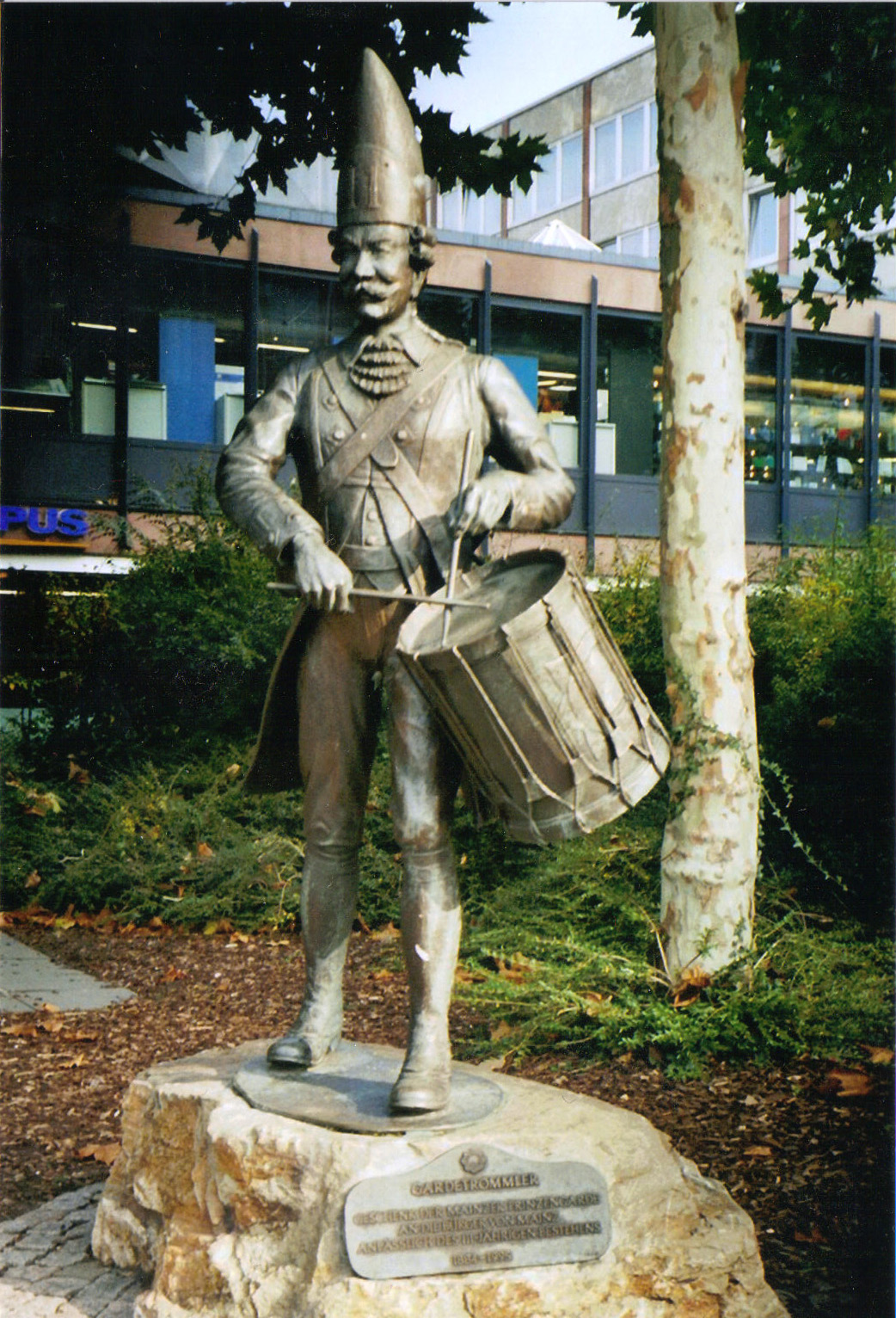
Tamburino del Mainzer Prinzengarde

A partire dal 1840, la satira politica e la critica erano diventati molto più comuni negli eventi di carnevale, specialmente negli incontri settimanali dei club che apparentemente esistevano per organizzare le celebrazioni. Gli oratori dovevano spesso essere moderati riguardo al loro significato, ma tuttavia il carnevale divenne uno sbocco verso il dissenso politico. La capacità di parlare pubblicamente di politica, sebbene con riferimenti velati, rese popolari gli eventi e gli anni 1840 videro la fondazione di un secondo club di carnevale. Questo, fondato da uno spazzacamino e un addetto alle affissioni, aveva una quota associativa modesta per consentire ai cittadini della classe operaia di partecipare.
Durante gli anni successivi alla rivoluzione, le attività di carnevale diminuirono in breve tempo. Nel 1855, tuttavia, la tradizione iniziò a risorgere, portando a un rapido aumento del numero dei soci del club e alla fondazione di nuove società (Kleppergarde, 1856). Nel 1857, gli eventi furono cancellati a causa dell'esplosione della polveriera e nel 1866 a causa della guerra austro-prussiana. Anche il Rosenmontagszüge dovette essere cancellato, negli anni seguenti, a causa di altri eventi. Nel 1884 il MCV colse l'occasione per tenere una sessione della nuova corporazione, che avrebbe continuato per i successivi 50 anni. Negli anni successivi nacquero molte nuove associazioni: il Mombacher Carneval Verein (1886), il Gonsenheimer Carneval Verein (1892) e l'associazione di carnevale Eiskalte Brüder (1893). Come Guardie furono aggiunte la Mainzer Prinzengarde (1884), la Prinzessgarde (1886), ribattezzata nel 1933 come Guardia della Principessa, la Mombacher Prinzengarde (1886) e la Jocus-Garde (1889).

## Tema e personaggi

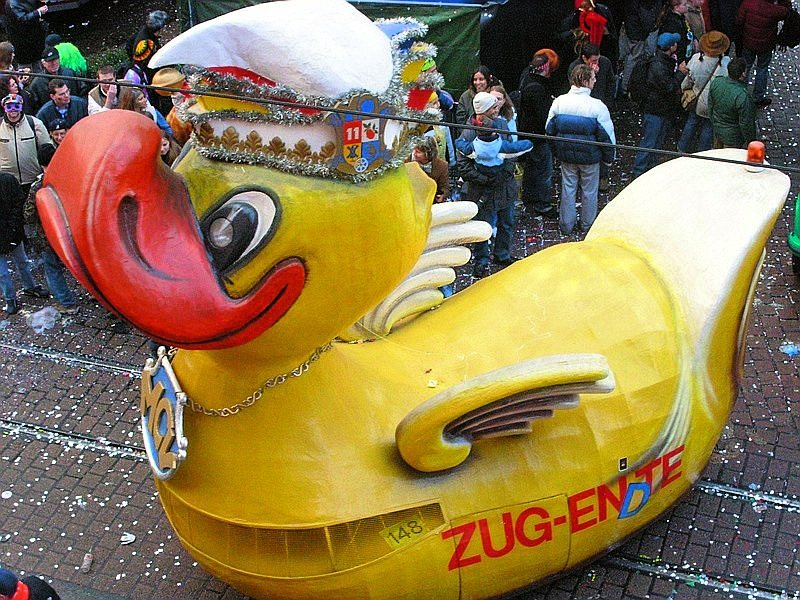
Un carro di carnevale destinato ad avvicinarsi alla fine della sfilata che gioca sulle parole tedesche per chiusura (Ende) e anatra (Ente)

Tradizionalmente, la stagione del carnevale a Magonza inizia l'11 novembre alle 11:11 e continua fino al mercoledì delle ceneri. Tuttavia, l'evento culmina a febbraio o marzo nei giorni che precedono il martedì grasso.
Durante il XIX secolo i partecipanti iniziarono a usare il carnevale come un'opportunità per deridere i militari che occupavano la fortezza della città. Le uniformi delle guardie di carnevale ricordano ancora le uniformi delle truppe austriache, prussiane e francesi che erano presenti nella città tra il 1792 e il 1866. Altre, come l'uniforme dei Lanzichenecchi del Weisenauer Burggrafengarde, risalgono al Medioevo. Sono presenti anche uniformi delle truppe elettorali. Le guardie, che falsificano le abitudini e i giuramenti militari, hanno un ruolo importante nel carnevale di strada, costituendo grandi parti delle sfilate. Il Mainzer Rosenmontagszug è molto rinomato tra le sfilate. È stato filmato dal 1910, ed è spesso trasmesso in diretta per televisione su tutto il territorio nazionale. È meno formale di molte sfilate, poiché i partecipanti possono e spesso si uniscono per sfilare lungo il percorso della parata per un breve periodo. I manifestanti sono spesso molto informali, a volte bevono birra mentre festeggiano sui carri allegorici.
La satira politica e le caricature sono diventati una parte notevole del carnevale di Magonza, e in particolare delle sue sfilate. Ad esempio, i carri armati durante una parata alla fine degli anni '80 mostravano lo Zio Sam e un soldato russo che si arrampicavano sui carri e rappresentavano il premier sovietico Mikhail Gorbachev in una vasca da bagno.
Il grido di battaglia del carnevale di Magonza, Helau, proviene da Düsseldorf e fu introdotto nel 1938 a Magonza.